# 揭棋
揭棋，也称冚棋，是中国象棋一种变体，起源于中国广州，流行于中国的广东、香港和澳门等地区。

## 历史
由羅錦勝和其兄長於八十年代不滿玩陸海空軍棋需要三人才能玩的規則，把海陸空棋（暗棋）玩法引入象棋並改良而首創，其後在社區公園開始流行。他往後在廣東工作其間把此玩法傳入廣東。揭棋兴起于2001年，爱好者主要在各地社区公园对弈。第一次规范性的比赛于2011年5月在香港荃湾棋会举办，参赛选手达60余名。首次网络比赛是在2014年，比赛地点在中弈揭棋网，有一百多人参赛，数千人在线关注。2016年，中国棋类协会将揭棋纳入智力运动项目和学生兴趣棋。

## 规则

### 棋盘与棋子
揭棋使用与中国象棋完全一样的棋盘和棋子，但不同于中国象棋的是，揭棋的棋子分为暗子和明子，其中，背面朝上不见字体的为暗子，正面朝上可见字体的是明子。
| 暗子 |
| 明子 |

### 摆子
对局前，红黑双方把帅（将）作为明子放在九宫之内的原点，其余各15个棋子作为暗子反面朝上，按中国象棋开局前所布位置随机摆放。

### 走子

#### 暗子走法
暗子的走法依其所在位置而定，在哪个中国象棋棋子的初始位置上，就按照该棋子的行棋规则走子、吃子，例如在中国象棋的“兵”的原始位置的暗子，必须当做“兵”使用（即第一步只能往前行进一步）；在中国象棋的“车”的原始位置的暗子，只能当做“车”使用（即只要无子阻隔，可直向或横向移动任意步），余此类推。暗子走子完毕后，必须翻开成为明子，原有的暗棋走子功能不复存在。
暗子可以吃子，也可以被吃。暗子被吃后，吃子方需要将该暗子背面朝上放置，被吃子的一方不能翻看。

#### 明子走法
明子的走法与中国象棋基本相同，唯一的区别是，揭棋的相（象）和仕（士）允许过河。

### 胜负判断
与中国象棋相同，被将死、困毙、长打或自己认输等的一方为负方。

## 赛事
- 揭棋三亚杯[6]
- 中弈杯[5]

## 知名棋手
- 符传咏
- 赵汝权
- 李锦欢
- 张晓平
- 池緒俊
- 閃偉豪

等

## 外部連結
- 揭棋online應用程式 （页面存档备份，存于）